# Гуннские котлы

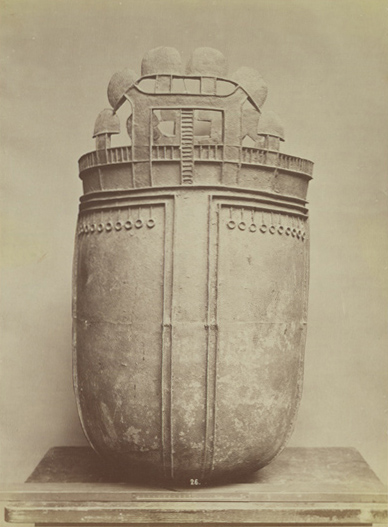
Гуннский котёл из Венгрии

Гуннские котлы (англ. Hunnic cauldrons) — характерная черта материальной культуры гуннов в виде металлических емкостей для приготовления пищи.
Котлы (тулово) имели вытянутую цилиндрическую форму, конический поддон и снабжались рамчатыми ручками, нередко с грибовидными навершениями. Материалом данных сосудов являлась бронза. От скифских котлов отличался меньшими размерами. Датированы преимущественно V—VI веком н. э. и распространены от Центральной Европы до Восточного Туркестана. Предполагается, что гуннские котлы выполняли важную сакрально-символическую функцию.
Параметры «Симбирского» гуннского котла со Среднего Поволжья (Ульяновская область): высота 59 см, диаметр 31 см. Аналогичный котел из Кабардино-Балкарии (Хабаз) весил предположительно 15- 20 кг.
Гуннские котлы из Бурятии имели иную форму

## География
Гуннские котлы обнаружены в Польше, Венгрии, Румынии, Молдове, Татарстане, Башкортостане, Туве, Кабардино-Балкарии, Синьцзяне, Краснодарском крае (Анапа), а также на территории Волгоградской (Калачевский район), Курганской, Оренбургской, Ульяновской и Челябинской областей. В Вологодском кремле хранится гуннский котел из Сольвычегодского уезда (Архангельская область)